# Герб Дзержинського

Місто Дзержинський Московської області має власну символіку, зокрема герб.

## Історія
За основу сучасного герба міста був взятий герб Дзержинського, який було затверджено 21 вересня 1989 року з врахуванням зауважень геральдичної експертзи в Державній Геральдії при президенті РФ. Сучасна версія герба була затверджена рішенням Міської Думи від 22 жовтня 1997 року.
Авторами герба є Юрій та Костятнтин Моченов (Хімки) та художники Ігор Янушкевич (Николаєв) та Роберт Маланичев (Москва).

## Символіка герба
У гербі умовно зображена фортечна стіна, стародавня пам'ятка архітектури, яка передувала заснуванню міста — Миколо-Угрешський монастир закладений у 1380 році князем Дмитром Донським на честь його перемоги на Куликовому полі. Значення цієї перемоги відображено сонцем, що сходить — символом свободи та миру. Об'єднуючою основою герба є червоний колір — в геральдиці символізує мужність, героїзм, хоробрість та справедливу боротьбу. Блакитна хвилеподібна основа показує що місто стоїть на березі річки Москви.